# Pachyurus stewarti
Pachyurus stewarti és una espècie de peix de la família dels esciènids i de l'ordre dels perciformes.

## Morfologia
- Els mascles poden assolir 19,2 cm de longitud total.[4]

## Hàbitat
És un peix d'aigua dolça, de clima tropical i pelàgic.

## Distribució geogràfica
Es troba a Sud-amèrica: rius Napo i Aguarico a l'est de l'Equador.

## Observacions
És inofensiu per als humans.